# Adelphomyia saitamae
Adelphomyia saitamae là một loài ruồi trong họ Limoniidae. Chúng phân bố ở miền Cổ bắc.